# 阿里·坚吉兹
阿里·坚吉兹（土耳其語：Ali Cengiz，1996年4月8日—），土耳其男子摔跤运动员。他曾代表土耳其参加贝尔格莱德举办的2022年世界摔跤锦标赛，获得男子古典式87公斤级铜牌。